# (933) Susi
(933) Susi ist ein Asteroid des Hauptgürtels, der am 10. Februar 1927 von dem deutschen Astronomen K. Reinmuth in Heidelberg entdeckt wurde. 
Das Objekt 1920 GZ wurde im April 1920 entdeckt und (933) Susi genannt. Jahre später wurde erkannt, dass dieses Objekt identisch war mit 1911 LX, der bereits als (715) Transvaalia benannt war. Nummer und Name wurden jedoch für das später entdeckte Objekt 1927 CH wiederverwendet. 
Benannt ist der Asteroid nach der Frau des Astronomen Kasimir Graff.